# Itzhak Stern
Itzhak Stern (hebräisch יצחק שטרן; * 25. Januar 1901 in Krakau, Österreich-Ungarn; † 1969 in Israel) war ein polnisch-israelischer Überlebender der Schoah, der als Unterstützer der Rettungsaktionen von Oskar Schindler bekannt wurde. Nach ihm ist die von Ben Kingsley in dem Film Schindlers Liste gespielte Figur benannt, wobei diese Darstellung aber zum Teil auf der Biografie anderer Personen beruht.

## Leben

### Bis 1942
Stern war der Sohn eines gutsituierten jüdischen Buchhalters aus Krakau. In Vorbereitung auf den gleichen Beruf studierte er Handelswissenschaften in Wien und seiner Heimatstadt. Später war er aktiv in zionistischen Organisationen in Krakau, darunter als Vizepräsident der Jewish Agency im westlichen Polen. Stern war nicht religiös, an der jüdischen Religion aber interessiert und in diesen Belangen auch sehr gebildet.
Ab 1924 arbeitete Stern für den Textilgroßhandel (Hurtowny skład tekstylny) Józef Leib Bucheister in Krakau (Stradom 25). Bei Beginn des Zweiten Weltkriegs war er dort Chefbuchhalter. Nach der deutschen Besetzung Polens wurde der jüdische Besitzer enteignet und die Firma von dem Sudetendeutschen Josef Aue übernommen, erst als „Treuhänder“, dann als Eigentümer. Aue verschleierte die Tatsache, dass er einen jüdischen Vater hatte. Im Vergleich zu anderen Eigentümern „arisierter“ Betriebe behandelte er seine jüdischen Mitarbeiter human.
Im November 1939 stellte Aue Stern seinem Freund Oskar Schindler vor, der ebenfalls geschäftlich in Krakau Fuß fassen wollte. Auf Rat Sterns hin, der mittels von Aue zur Verfügung gestellter geheimer Unterlagen bestens mit den ökonomischen Leitlinien der deutschen Besatzungspolitik vertraut war, pachtete Schindler ein heruntergewirtschaftetes Unternehmen. Unter dem neuen Namen Deutsche Emailwarenfabrik weitergeführt, beschäftigte er dort später hunderte jüdische Angestellte und schützte sie so vor Deportation und Ermordung.
Neben seiner Arbeit für J. L. Bucheister leitete Stern seit kurz nach Kriegsbeginn die Krakauer Aktivitäten der „Gesellschaft zum Schutz der Gesundheit“, einer karitativen Organisation, die vom US-amerikanischen Joint Distribution Committee gegründet worden war, um den bedrängten Juden im besetzten Polen zu helfen. In dieser Funktion organisierte er beispielsweise eine Massenimpfung für die jüdische Bevölkerung in den Außenbezirken von Krakau, als dort eine Epidemie von Typhus ausbrach. Nach der Errichtung des Krakauer Ghettos arbeitete Stern dort in einem Geschäft für Rundfunkzubehör. Zudem diente er der Metallwarenfabrik Progress und deren deutschem Treuhänder als Buchhalter, was ihm eine gewisse Bewegungsfreiheit gewährte und so auch ermöglichte, seine karitative Arbeit fortzusetzen.
Mit Oskar Schindler hatte sich inzwischen ein Vertrauensverhältnis eingestellt, weil Letzterer sich von der Judenverfolgung der Deutschen distanzierte. Obwohl beide Hilfsmaßnahmen für Juden unabhängig voneinander abliefen, unterstützte Schindler Stern doch durch gelegentliche Geldspenden. Als im Zuge von Deportationen und Mordaktionen im Ghetto im Oktober 1942 auch Stern bedroht war, griff Schindler ein und rettete ihm so das Leben.

### In Plaszow und Brünnlitz
Nach der Liquidierung des Ghettos im März 1943 kam Stern ins Zwangsarbeiterlager Plaszow, wo er zunächst weiter für Progress arbeitete. Als Amon Göth, Kommandant von Plaszow, das Werk schloss, wechselte Stern in Göths Schreibstube. Wie die anderen jüdischen Zwangsarbeiter im direkten Umfeld von Göth musste er in der beständigen Furcht leben, von diesem misshandelt oder getötet zu werden.
Im Spätsommer 1943 verdichteten sich Gerüchte, die Deutschen beabsichtigten, alle Lager im Generalgouvernement aufzulösen, die keine relevante Kriegsproduktion vorzuweisen hatten. Stern und Mieczysław Pemper, ein weiterer Mitarbeiter in der Kommandantur, waren besorgt, dies könne auch Plaszow betreffen und werde dann für die meisten Insassen den sicheren Tod bedeuten. Auf ihre Initiative kam es zur Zusammenstellung einer Liste von Produktionskapazitäten der Plaszow angeschlossenen Betriebe, darunter die Fabrik von Schindler. Die Liste sollte das SS-Wirtschafts- und Verwaltungshauptamt (WVHA) davon überzeugen, Plaszow in ein Konzentrationslager umzuwandeln und so zu erhalten. Die Zahlen in dem Bericht waren geschönt und teilweise stark übertrieben, was wohl auch Göth bewusst war. Trotzdem ließ sich das WVHA offenbar beeindrucken und kurz nach einem Besuch von Oswald Pohl im Lager wurde die Umwandlung in ein KZ im Januar 1944 vollzogen. Dies ermöglichte auch Schindler die Fortführung seines Betriebes und damit den Schutz der bei ihm arbeitenden Juden.
Zu diesem Zeitpunkt war Stern, ebenso wie Pemper, bereits eine der wichtigsten Kontaktpersonen Schindlers, den er bei seinen Hilfsaktionen unterstützte. Stern lieferte Schindler Informationen über die Verhältnisse im Lager, die dieser bei Treffen mit Rudolf Kasztner und anderen Vertretern der Jewish Agency in Budapest weitergab. Umgekehrt half Stern bei der Verteilung von Hilfsgeldern unter den Häftlingen, die Schindler von der Jewish Agency erhalten hatte. In Einzelfällen sorgte Stern durch Intervention bei Schindler dafür, dass Insassen von Plaszow als Arbeiter in die Deutsche Emailwarenfabrik (DEF) übernommen wurden und so den härteren Lebensbedingungen im Lager und der Grausamkeit von Göth entkamen. Schindler schrieb 1956, dass Stern „an dem Gesamterfolg meines Rettungswerks einen bedeutenden Anteil“ habe.
Im Herbst 1944 musste Plaszow angesichts des Vormarsches der Roten Armee geräumt werden. Stern war beim Abfassen von „Schindlers Liste“, also der (in verschiedenen Fassungen bekannten) Zusammenstellung der Namen von rund 1100 Juden, die beim Umzug der Deutschen Emaillenwarenfabrik ins böhmische Brünnlitz im Oktober als Arbeitskräfte dorthin transportiert wurden und so weiterhin geschützt werden konnten, zunächst nicht beteiligt. Die Verantwortung lag im Wesentlichen bei Marcel Goldberg, einem Schreiber in der Lagerverwaltung von Plaszow, der sich auch bestechen ließ, um Namen auf die Liste zu setzen. Allerdings gelang es Stern, in einzelnen Fällen die Zusammensetzung der Liste zu beeinflussen. Sterns Mutter gehörte zu den 300 Frauen auf der Liste, die Ende Oktober 1944 nach Auschwitz geschafft wurden. Dort erkrankte sie an Typhus und starb. Bis auf wenige Ausnahmen wurden die restlichen Frauen am 12. November ins neu errichtete KZ-Außenlager Brünnlitz weitertransportiert. In Brünnlitz übernahmen Stern und Pemper die Verantwortung für die Liste der geschützten „Schindlerjuden“, die von da an nach rein humanitären Gesichtspunkten geführt wurde.

### Nachkriegszeit
Bei Kriegsende befand Stern sich in Brünnlitz. Er und sein Bruder Natan gehörten zu den Unterzeichnern eines Schreibens vom 8. Mai 1945, in dem Schindler bescheinigt wurde, seit 1942 das ihm Mögliche getan zu haben, „um das Leben der größtmöglichen Anzahl der Juden zu retten“. Wie die meisten „Schindlerjuden“ ging Stern nach der Befreiung zurück nach Krakau. Noch im Jahr 1945 heiratete er die Rechtsanwältin Sophia Backenrot. Angesichts des wiederauflebenden polnischen Antisemitismus entschlossen die beiden sich 1948 zur Emigration nach Israel.
Bereits seit 1947 gehörte Stern zu denjenigen, die sich für eine öffentliche Anerkennung von Schindlers Rettungsleistung während des Zweiten Weltkrieges einsetzten. Er tat dies in späteren Jahren mit steigender Entschlusskraft. War das Verhältnis zuvor rein pragmatisch, entwickelte sich nun eine tiefe Freundschaft zwischen beiden. Stern beriet Schindler in juristischen Fragen, organisierte wiederholt Unterstützung, wenn dieser in finanzielle Schwierigkeiten geriet, und setzte sich nachhaltig für eine Anerkennung Schindlers als Gerechter unter den Völkern ein, die 1962 auch erfolgte. Zwei längere Berichte von Stern aus den Jahren 1956 und 1964 zählen Historiker zu den wichtigsten Quellen für die Rekonstruktion der Geschichte von Oskar Schindler und der von ihm geretteten Menschen.
Als Itzhak Stern 1969 starb, kümmerte sich Schindler um dessen Begräbnis und weinte öffentlich um seinen Freund.

## Darstellung inSchindlers Liste
Handlungen und Erlebnisse der nach Itzhak Stern benannten, von Ben Kingsley dargestellten Figur in Steven Spielbergs Spielfilm Schindlers Liste (1993) stimmen nur in Teilen mit der Biografie der historischen Person überein. Tatsächlich wurde die Filmfigur nach drei Personen konzipiert, die Oskar Schindler unterstützt hatten: Itzhak Stern, Mietek Pemper und Abraham Bankier. Dies war eine dramaturgische Entscheidung des Drehbuchautors Steven Zaillian, der die Figur als komplettes jüdisches Alter Ego des Deutschen Schindler anlegen wollte. Die Darstellung in Thomas Keneallys Roman, der dem Film zugrunde liegt, ist diesbezüglich historisch korrekter.
Im Film wird Itzhak Stern nach der (historischen) ersten Begegnung mit Schindler dessen Buchhalter, der alle Finanzgeschäfte des Deutschen leitet, auch die auf dem Schwarzmarkt. Tatsächlich war es Bankier, der diese Funktion bei der Deutschen Emaillewarenfabrik erfüllte und durch sein Geschick die Gelder auftrieb, die es Schindler ermöglichten, seine Fabrik am Laufen zu halten. Stern hat demgegenüber bis zu der Zeit in Brünnlitz nie direkt für Schindler gearbeitet. Eine Schlüsselszene des Films, in der es Schindler am Bahnhof von Krakau gelingt, Stern in letzter Minute vor der Deportation ins Vernichtungslager Belzec zu bewahren, beruht ebenfalls auf einem Erlebnis von Bankier.
Auch die Darstellung der Entstehung der titelgebenden Liste im Film, auf der Schindler und Stern die Namen der zu rettenden Juden festlegen, ist nicht historisch. Stern war bei dem Vorgang so gut wie nicht beteiligt und Schindler konnte nur einige allgemeine Kriterien aufstellen, nach denen die Auswahl in der Kommandantur von Plaszow erfolgen sollte. Die Entscheidung von Spielberg und Zaillian, die historischen Abläufe hier frei zu behandeln, hängt wohl vor allem mit der Person von Marcel Goldberg zusammen, der für die Erstellung der Liste tatsächlich verantwortlich war und dabei fragwürdige Prinzipien anwandte, teilweise auch Namen von Personen auf sie setzte, die ihn bestochen hatten. Dies so im Film darzustellen, hätte mit dem Wunsch seiner Macher im Konflikt gelegen, die moralische Reifung von Oskar Schindler durch den Einfluss von Stern zu zeigen, die die Erstellung der Liste zu einem Werk des absolut Guten macht. In den Worten der Filmfigur Itzhak Stern: „Die Liste ist das Gute, die Liste ist Leben, und jenseits von ihr liegt der Abgrund.“ Schindlers Biograf David M. Crowe schreibt dazu: „Hätte er [Spielberg] Schindler mit Goldberg verknüpft, dann hätte er der Auffassung Vorschub geleistet, es sei Geld gewesen, was Schindler bei alledem wirklich bewegte.“
In der letzten Sequenz des Films, in der noch lebende „Schindlerjuden“ zusammen mit den Schauspielern, die sie darstellten, Steine auf dem Grab Schindlers in Jerusalem ablegen, tritt auch Itzhak Sterns Witwe Sophia auf – am Arm geführt von Ben Kingsley.